# Christopher Neame
Christopher Neame (Londres, 12 de setembro de 1947) é um ator britânico.
Seus créditos no cinema incluem participações no filme de horror Lust for a Vampire (1971) e Dracula AD 1972 (1972), no filme de James Bond Licence to Kill (1989), Os Caça-Fantasmas II (também 1989), Hellbound (1994) e The Prestige (2006).
Ele é conhecido pelos telespectadores do Reino Unido por seus papéis em dois dramas da BBC sobre a Segunda Guerra Mundial - Tenente Dick Player em Colditz (1972-1974) e Tenente John Curtis na primeira série do Secret Army (1977). Ele também fez uma aparição em outro drama de época da BBC When the Boat Comes In, em 1981, retratando Robin Cunningham.
Ele desempenhou um assassino psicopata em um episódio de MacGyver em 1985. Ele também é conhecido por ter interpretado Jedi em Star Wars Jedi Knight: Dark Forces II, jogo de computador.[carece de fontes?] Neame interpretou o vilão Skagra na série inacabada do Doctor Who Shada em 1979.
Neame atualemte reside nos Estados Unidos, onde ele tem feito freqüentes aparições na televisão americana, incluindo uma história de duas partes de Star Trek: Enterprise, em 2004. Em 1994, ele retratou "Knight Two" no episódio de Babylon 5 "And the Sky Full of Stars". Neame é um dos poucos atores que apareceram em Doctor Who, Star Trek e Babylon 5.